# Hala Tivoli
La Hala Tivoli est un complexe sportif polyvalent de Ljubljana en Slovénie. Elle a été ouverte en 1965.
La patinoire accueille notamment l'équipe de hockey sur glace du HDD Olimpija Ljubljana pensionnaire de la Ligue Autrichienne. La patinoire a une capacité de 7 000 spectateurs.

## Événements
- Janvier 1967 : Championnats d'Europe de patinage artistique 1967
- Mars 1970 : Championnats du monde de patinage artistique 1970
- Mars 2006 : Championnats du monde juniors de patinage artistique 2006
- Septembre 2013 : Championnat d'Europe de basket-ball, 1er tour.
- Avril/mai 2020 : Championnat du monde de hockey sur glace 2020 (Division IA)[1].
- Juillet 2023, Juin 2024, Juin 2025 : WTT Star Contender Ljubljana (tennis de table)